# Ghizlane Marzouki
Pour les articles homonymes, voir Marzouki.
Ghizlane Marzouki (en arabe : غزلان مرزوقي) est une femme politique marocaine.

## Biographie
Elle a été élue députée dans la liste nationale des femmes, lors des élections législatives marocaines de 2016 avec l'Union constitutionnelle. Elle fait partie du groupe parlementaire du Rassemblement constitutionnel, et siège à la Commission des affaires étrangères, de la défense nationale, des affaires islamiques et des MRE.